# Alexandru Novac
Alexandru Mihăiță Novac (Adjud, 24 marzo 1997) è un giavellottista romeno.

## Biografia
Novac ha iniziato la sua strada nell'atletica leggera incoraggiato dalla propria insegnante all'età di 9 anni, approdando alle prime competizioni locali under 18 nel 2013. Nel 2014 ha debuttato internazionalmente partecipando alla Coppa Europa invernale di lanci under 23 e ai Giochi olimpici giovanili di Nanchino, dove ha conquistato la medaglia d'argento. Nel 2017, dopo aver partecipato alle maggiori competizioni juniores, Novac ha vinto la medaglia d'argento ai Giochi della Francofonia e ha preso parte ai Mondiali di Londra, non superando le qualificazioni. L'anno successivo, dopo aver sigillato a suo nome il record nazionale, prende parte agli Europei di Berlino.

Nel 2019, ha vinto la medaglia d'argento agli Europei under 23 in Svezia. Ai Giochi olimpici posticipati di Tokyo 2020, ha centrato la finale olimpica ma si è fermato in ultima posizione.

## Record nazionali
Seniores
- Lancio del giavellotto: 86,37 m ( Nembro, 5 luglio 2018)

## Palmarès
| Anno | Manifestazione            | Sede        | Evento                 | Risultato | Prestazione | Note |
| ---- | ------------------------- | ----------- | ---------------------- | --------- | ----------- | ---- |
| 2014 | Giochi olimpici giovanili | Nanchino    | Lancio del giavellotto | Argento   | 73,98 m     |      |
| 2015 | Europei U20               | Eskilstuna  | Lancio del giavellotto | 10º       | 69,94 m     |      |
| 2016 | Mondiali U20              | Bydgoszcz   | Lancio del giavellotto | 5º        | 72,91 m     |      |
| 2017 | Europei U23               | Bydgoszcz   | Lancio del giavellotto | 4º        | 77,76 m     |      |
| 2017 | Giochi della Francofonia  | Abidjan     | Lancio del giavellotto | Argento   | 68,85 m     |      |
| 2017 | Mondiali                  | Londra      | Lancio del giavellotto | 29º (q)   | 74,67 m     |      |
| 2018 | Europei                   | Berlino     | Lancio del giavellotto | 17º (q)   | 76,44 m     |      |
| 2019 | Europei U23               | Gävle       | Lancio del giavellotto | Argento   | 81,75 m     |      |
| 2019 | Campionati balcanici      | Pravec      | Lancio del giavellotto | Oro       | 77,90 m     |      |
| 2019 | Mondiali                  | Doha        | Lancio del giavellotto | 13º (q)   | 82,12 m     |      |
| 2020 | Campionati balcanici      | Cluj-Napoca | Lancio del giavellotto | 4º        | 79,04 m     |      |
| 2021 | Campionati balcanici      | Smederevo   | Lancio del giavellotto | Argento   | 77,80 m     |      |
| 2021 | Giochi olimpici           | Tokyo       | Lancio del giavellotto | 12º       | 79,29 m     |      |
| 2022 | Mondiali                  | Eugene      | Lancio del giavellotto | 25º (q)   | 75,20 m     |      |
| 2022 | Europei                   | Monaco      | Lancio del giavellotto | 9º        | 75,78 m     |      |
| 2023 | Mondiali                  | Budapest    | Lancio del giavellotto | 25º (q)   | 75,75 m     |      |
| 2024 | Europei                   | Roma        | Lancio del giavellotto | 17º (q)   | 77,57 m     |      |
| 2024 | Giochi olimpici           | Parigi      | Lancio del giavellotto | 17º (q)   | 81,08 m     |      |

## Altre competizioni internazionali
2017
- Bronzo agli Europei a squadre (1st League) ( Vaasa), lancio del giavellotto - 81,53 m

2022
- Oro in Coppa Europa di lanci ( Leiria), lancio del giavellotto - 80,49 m